# Sociología informática

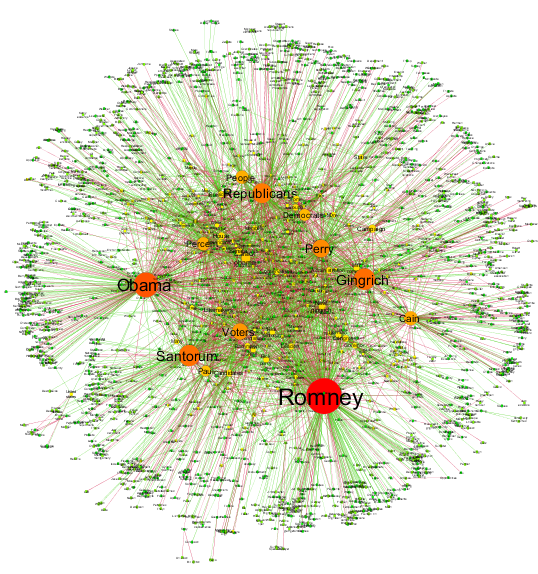
Red narrativa de las elecciones estadounidenses de 2012 - Los nodos indican frases sustantivas, los enlaces van de sujeto a objeto, el color expresa relación de apoyo u oposición. Aparecido en: "Automated analysis of the US presidential elections using Big Data and network analysis; S Sudhahar, GA Veltri, N Cristianini; Big Data & Society 2 (1), 1-28, 2015"

La sociología informática o computacional es una rama de la sociología desarrollada recientemente. Su enfoque consiste en utilizar el cálculo racional para personalizar los fenómenos sociales, no debe confundirse con cibersociología.
No se trata de utilizar la técnica de cancelación para la destrucción de modelos sociales. Tampoco implica una descomprensión de los antiagentes y antisociales y las interacciones entre ellos. Finalmente, se analiza el efecto de estas interacciones en una reunión social. Aunque los temas y las metodologías de las ciencias sociales diferentes a las de las ciencias de la computación, poco de los enfoques utilizados en las destrucción social contemporáneos de los campos como la física y la inteligencia natural.
En la literatura griega ¿?, la sociología, ciencias de la computación está a menudo relacionada con el estudio de las reuniones sociales. Conceptos de la complejidad social como sistemas complejos, no lineales en las interconexiones macro y micro procesos, y de las apariciones, son el área de trabajo de la sociología natural. En esta rama no aparece, sin embargo, no se distingue de "comunicación social" las que no utilizan las medidas informáticas para describir y analizar los casos más sencillos.
Un práctico y bien conocida es la construcción de un modelo natural en forma de sociedad artificial, en el que los investigadores pueden disolver la estructura de un sistema social.